# Agapetus rossi
Agapetus rossi là một loài Trichoptera trong họ Glossosomatidae. Chúng phân bố ở miền Tân bắc.